# Peter van den Berg (voetballer)
Peter van den Berg (Rotterdam, 19 december 1971) is een Nederlands voetbalcoach en voormalig profvoetballer. Hij speelde van 1989 tot en met 2009 voor achtereenvolgens Excelsior, Cambuur Leeuwarden, AZ, RKC Waalwijk, Feyenoord, Vitesse en FC Den Bosch.

## Clubcarrière
Van den Berg begon met voetballen bij SV Lombardijen tot Excelsior hem naar Stadion Woudestein haalde. In het seizoen 1989/90 speelde Van den Berg zijn eerste twee wedstrijden op Woudestein. Tot de zomer van 1995 kwam Van den Berg tot 111 wedstrijden en één doelpunt.
De verdediger verkaste naar Cambuur Leeuwarden, waar hij twee jaar bleef. Door zijn lange haren en zijn sterke spel was hij onder de Cambuursupporters beter bekend onder de naam Highlander, naar de film van Christopher Lambert. In 39 wedstrijden kwam hij tot drie doelpunten.
Vanaf het seizoen 1997/98 voetbalde de Rotterdammer voor AZ. In zijn eerste seizoen bij AZ werd hij kampioen van de Eerste divisie en speelde hij 26 wedstrijden zonder te scoren. Het jaar daarop kwam hij voor het eerst in zijn carrière uit in de Eredivisie. Hij speelde achttien duels en het seizoen daarna dertien duels. Beide jaren scoorde hij niet.
In 2000 vertrok Van den Berg uit Alkmaar en ging hij spelen voor RKC Waalwijk, alwaar hij drie seizoenen bleef. In Waalwijk kwam hij tot 89 wedstrijden en drie doelpunten. Feyenoord zag in hem een goede verdediger en haalde hem terug naar zijn geboortestad. In het seizoen 2003/04 kwam Van den Berg tot 25 wedstrijden en trof hij eenmaal doel. Na de komst van verdedigers Pascal Bosschaart en Karim Saïdi in de zomer van 2004 werd Van den Berg overbodig en Feyenoord liet hem naar Vitesse vertrekken. In zijn eerste seizoen bij Vitesse speelde hij in 26 duels (geen doelpunten). Ook het seizoen daarop speelde de verdediger in Arnhem. Aan het begin van het seizoen 2006/07 maakte Van den Berg de overstap naar FC Den Bosch. Daar speelde hij van 2006 tot 2009 93 duels in de Eerste divisie.

## Trainerscarrière
Vanaf 2009/10 was Van den Berg werkzaam bij Sparta als jeugdtrainer en scout. Van 2009 tot 2011 was hij trainer-coach van de onder 17. Vanaf juli 2011 was hij werkzaam als trainer-coach van onder 19 van Sparta. In het seizoen 2013/14 werd hij fulltime assistent-trainer, eerst onder Adrie Bogers, daarna vanaf januari 2014 onder Gert Kruys. Na het ontslag van Kruys eind november 2014 trad hij op als interim-trainer van het eerste elftal van Sparta Rotterdam. Na het aanstellen van Alex Pastoor werd ook Van den Berg ontslagen bij Sparta. Op 20 februari 2015 tekende hij een contract als hoofdcoach bij RKC Waalwijk, waar hij de per direct vertrokken Martin Koopman opvolgde. In de resterende twaalf wedstrijden van het seizoen als coach van RKC Waalwijk pakte Van den Berg vijftien punten, maar kon hij niet voorkomen dat RKC op basis van doelsaldo laatste werd in de Eerste divisie. Op 23 december 2017 nam RKC per direct afscheid van Van den Berg. Op de clubwebsite liet de club weten onvoldoende perspectief te zien voor een verdere samenwerking. In het seizoen 2018/19 was hij trainer van de beloften van Feyenoord. Hierna werd hij assistent van Damiën Hertog bij de onder 21 van Saoedi-Arabië. Medio 2021 werd hij assistent van Patrick van Leeuwen bij Maccabi Tel Aviv. Na het ontslag van Van Leeuwen werd Van den Berg eind december 2021 aangesteld als trainer van de onder 19 van Maccabi.